# الكرامة (دبي)
الكرامة هو حي يقع في إمارة دبي في الإمارات العربية المتحدة ويبلغ عدد سكانها 45,674 نسمة. وصل عدد السكان في العام 2023 إلى (78,001) بكثافة سكانية تعادل (37,020) فرد/كم² بحسب بيانات مركز دبي للإحصاء. وهو منطقة سكنية تقع على الضفة الغربية لخور دبي في بر دبي، وواحدة من أقدم المجتمعات في المدينة. يتميز ظاهرياً بانتظام مبانيه السكنية المنخفضة الارتفاع. وتؤوي المنطقة، التي تم تخطيطها وفق نظام شبكي محكم، آلاف الأشخاص على الرغم من أن مساحتها لا تتجاوز كيلومترين مربعين. الكرامة هي المنطقة السكنية الأكثر اكتظاظًا بالسكان في دبي والجزء الأكثر مركزية في دبي. تعد الكرامة أيضًا واحدة من أكثر المناطق التي يمكن الوصول إليها في دبي، مما يجعل من السهل جدًا على المقيمين السفر إلى أي أجزاء أخرى من المدينة من الكرامة بسهولة نظرًا إلى مجموعة واسعة من وسائل النقل المتوفرة في المدينة. وتعتبر محطتي مترو برجمان وبنك أبوظبي التجاري أقرب محطتي مترو إلى المنطقة.

## حدودها
تمتد لمسافة كيلومترين بين منطقة أم هرير 1 الدبلوماسية الواقعة على ضفاف الخور إلى الشمال، والتي تحتوي على العديد من القنصليات، وحديقة زعبيل إلى الجنوب، وهي حديقة عامة تحت عنوان التكنولوجيا بقيمة 50 مليون دولار تم افتتاحها في ديسمبر 2005. وتفصل حديقة زعبيل الكرامة عن المعلم الشهير مركز دبي التجاري العالمي، بالإضافة إلى شارع الشيخ زايد وناطحات السحاب الشهيرة فيه. الحد الغربي للمنطقة هو شارع الشيخ خليفة بن زايد (طريق المركز التجاري)، حيث يقع برجمان مول الشهير.